# Plethus bishopi
Plethus bishopi är en nattsländeart som beskrevs av Wells och Huisman 1993. Plethus bishopi ingår i släktet Plethus och familjen smånattsländor. Inga underarter finns listade i Catalogue of Life.